# Mas Vives (Girona)
El Mas Vives és un conjunt d'edificis de Girona que forma part de l'Inventari del Patrimoni Arquitectònic de Catalunya. És un conjunt format per la masia, l'era i la pallissa, d'arquets d'obra tapiats, que s'utilitza com habitatge de lloguer. A les llindes apareixen les dates de 1650 i 1692.

## Descripció
La masia és un edifici format per diferents cossos de diferents èpoques. De planta rectangular amb un cos allargat, d'un pendent i carener paral·lel a la façana, que actua com a façana principal, i que és d'època posterior (1692). Aquesta façana té la porta semidovellada i una finestra de modillons a sobre i una altra de llinda planera. És de planta baixa i un pis.
El cos posterior presenta teulat a dues aigües i carener perpendicular a la façana principal. Cal ressaltar la façana lateral dreta, que podria ser el nucli originari, en la que hi ha una porta i finestres tapiades. La llinda de la porta de modillons tapiada té una inscripció: FRANCESC VIVES 1650.
Façana principal arrebossada i teulat volat treballat. En mal estat, existeixen contraforts a les cantonades.